# 岐阜県立東濃実業高等学校
岐阜県立東濃実業高等学校 （ぎふけんりつとうのうじつぎょうこうとうがっこう）は、岐阜県可児郡御嵩町にある公立高等学校。地元では東実（とうじつ）と略される。

## 概要
- 創立：1921年（大正10年）
- 学科 
  - 全日制：商業
    - ビジネス科
    - ビジネス情報科

  - 全日制：生活産業
    - 生活デザイン科
- 所在地：岐阜県可児郡御嵩町伏見891
- 校訓：勤労・責任・進取・創意

## 沿革
創立は1921年（大正10年）だが、前身は1909年（明治42年）に開設された可児郡立農事講所である。
- 1921年（大正10年）
  - 1月20日 - 可児郡農業学校として開校。
  - 4月6日 - 可児郡立可児実業学校に改称する。乙種の実業学校であった。
- 1923年（大正12年） - 県立に移管され岐阜県可児実業学校となる。
- 1924年（大正13年）4月1日 - 女子部補習科を設置。
- 1941年（昭和16年）4月1日 - 乙種実業学校から甲種実業学校となる。
- 1946年（昭和21年）4月1日 - 岐阜県可児農業学校となる。
- 1947年（昭和22年）3月31日 - 女子補習科を廃止。
- 1948年（昭和23年）
  - 4月1日 - 岐阜県立可児農業高等学校に改称する。
  - 8月19日 - 岐阜県立東濃高等学校と統合され岐阜県立東濃高等学校伏見校舎となる。農業科、家庭科、商業科を設置。
- 1949年（昭和24年）4月1日 - 定時制の農業科、被服科別科、普通科を設置。
- 1951年（昭和26年）3月31日 - 定時制農業科を廃止。
- 1953年（昭和28年）4月1日 - 岐阜県立東濃高等学校伏見分校に改称する。
- 1960年（昭和35年） - 岐阜県立東濃高等学校から分離独立し、岐阜県立東濃実業高等学校となる。
- 1963年（昭和38年） - 園芸科、生活科を設置。
- 1964年（昭和39年） - 定時制普通科、被服科別科を廃止。
- 1965年（昭和40年） - 農業科を廃止。
- 1973年（昭和48年） - 経理科、事務科を設置。
- 1976年（昭和51年） - 生活科を廃止。
- 1979年（昭和54年） - 園芸科を廃止。
- 1987年（昭和62年） - 情報処理科を設置。
- 2001年（平成13年） - 事務科、家庭科を廃止。
- 2004年（平成16年） - 商業科・経理科・情報ビジネス科・情報処理科を、ビジネス管理科・ビジネス情報科に改編する。
- 2021年（令和3年） - ビジネス管理科をビジネス科、生活文化科を生活デザイン科へ改編。

## 部活動
硬式野球部は1993年夏（第75回）に甲子園出場しているほか、ホッケー部も全国大会に出場している。
また、箏曲部では2025年の夏に香川県で行われる全国大会に出場する。

## アクセス
- 名鉄広見線 明智駅下車、徒歩で約10分。

## 出身者
- 塚本明里 - ローカルタレント